# Gregorius Johan Friedrich Gobius du Sart

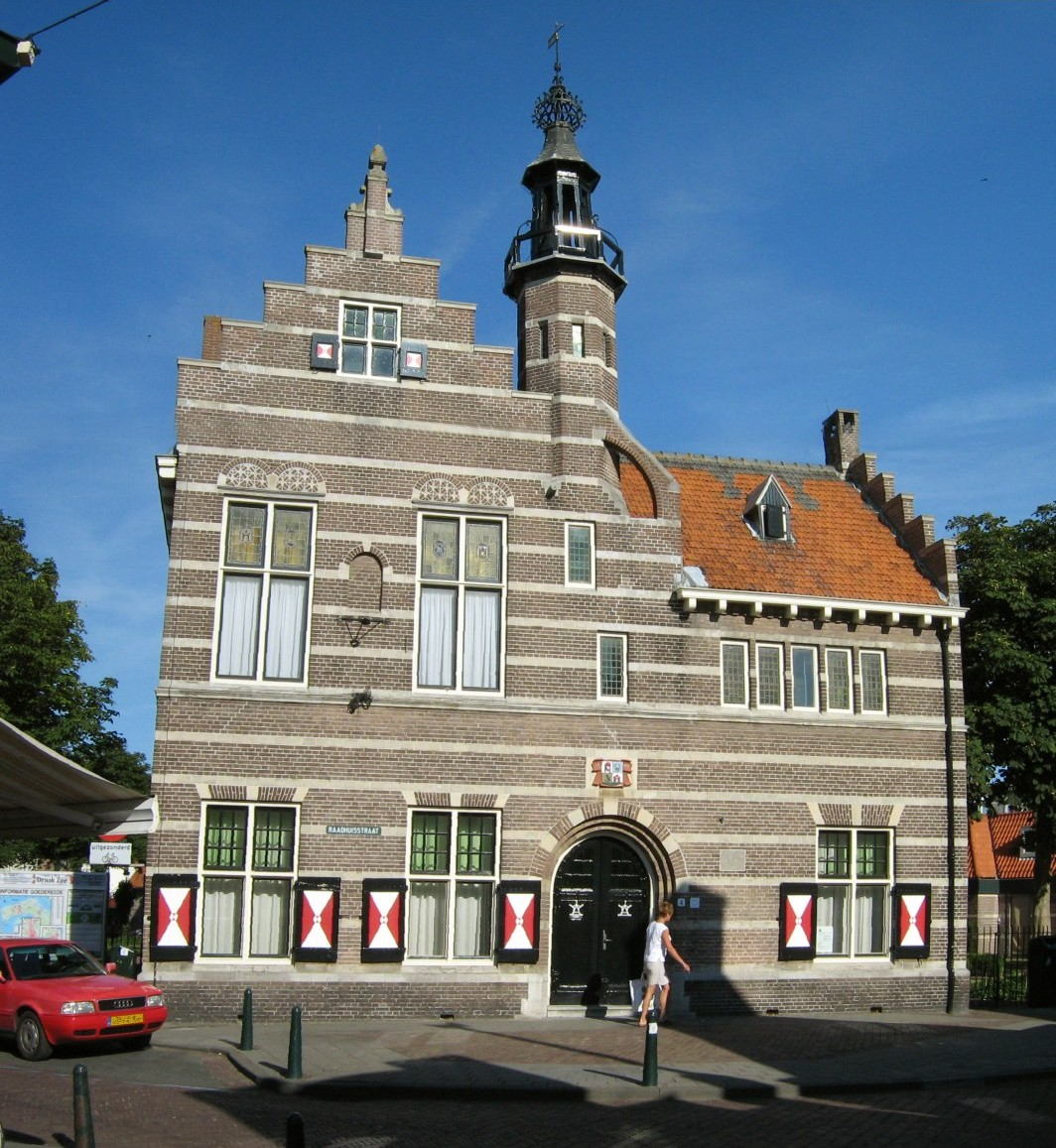
Het raadhuis van de voormalige gemeente Ouddorp

Gregorius Johan Friedrich Gobius du Sart (Nieuw- en Sint Joosland, 4 april 1891 - Utrecht, 17 juli 1943) was burgemeester van de voormalige gemeente Ouddorp van 1920 tot 1937. Hij kwam in opspraak wegens het aannemen van steekpenningen en het verduisteren van gelden.

## Biografie
Gobius du Sart werd in 1920 op 31-jarige leeftijd burgemeester van Ouddorp. Hij was getrouwd met Angelina Wilhelmina Theodora Maria van Olst. De jonge burgemeester heeft een opvliegend karakter, waardoor hij regelmatig van zich doet spreken. Zo botst hij al in 1920 met de raad, daar deze weigert zijn salaris te verhogen. In 1923 wordt hij veroordeeld tot een boete van fl 50,- omdat hij de curator van zijn schoonouders een vlegel en kwal noemde.
Gedurende zijn burgemeesterschap veranderde er veel in de relatief geïsoleerde en gesloten gemeenschap. Mede door de aanleg van de tramlijn naar het westen van het eiland komt het toerisme sterk op, waardoor de gemeenteraad tegen problemen als zondagsrust aanloopt. In 1933 wordt het alle cafés verboden op zondag open te zijn. Ook voetballen op deze dag wordt verboden. De burgemeester staat niet achter dit besluit. Enkele jaren eerder botste de burgemeester met de raad over de aanleg van een drinkwaterleiding. Een deel van de gemeenteraad ziet daar niets in, daar men nu in afhankelijk leeft van wat door God gegeven wordt. Als gevolg hiervan wordt (hoewel het drinkwater in de gemeente Ouddorp werd gewonnen) de gemeente als enige niet aangesloten op het eilandelijke waterleidingnet.
Ook de crisis van de jaren 30 kent de nodige sociale gevolgen in de gemeente. Op 3 februari 1932 komt het tot rellen op de Molenblok, nabij het huis van de burgemeester. De ramen van het huis en dat van de veldwachter worden ingegooid, alsmede enkele straatlantaarns vernield. De politie moet met schoten de menigte van circa 400 personen bedwingen. De secretaris van de Christelijke Nederlandse Arbeidersbond die hierbij aanwezig was wordt later veroordeeld tot drie maanden gevangenisstraf vanwege opruiing.
Eind 1936 komt de burgemeester in opspraak, als gevolg van verklaring van de plaatselijke veldwachter-brigadier. Gobius du Sart wordt verdacht van het aannemen van steekpenningen (onder meer in de zaak Tanis) en het verduisteren van gelden van het Nationale Steuncomité. In de zaak Tanis zou de burgemeester 100 gulden hebben aangenomen om een fraudezaak in de NV Beurtvaartonderneming Ouddorp niet in de openbaarheid te brengen. De burgemeester spreekt zelf van een hetze vanuit de gemeente, gericht tegen zijn persoon.
Op 2 november 1937 wordt Gobius du Sart veroordeeld tot zes maanden gevangenisstraf, er was één jaar tegen hem geëist. Het Openbaar Ministerie acht de ten laste gelegde beschuldigingen bewezen. Ook wordt hij ontslagen als burgemeester. In hoger beroep wordt hij vrijgesproken van omkoping, maar wel veroordeeld voor verduistering. De ex-burgemeester krijgt twee maanden gevangenisstraf opgelegd. Hij wordt opgevolgd door W. Geleedst, secretaris van de gemeente Vreeswijk.
Op 17 juli 1943 overlijdt Gobius du Sart na een lang ziekbed in zijn woonplaats Utrecht.